# Perioada Vendel

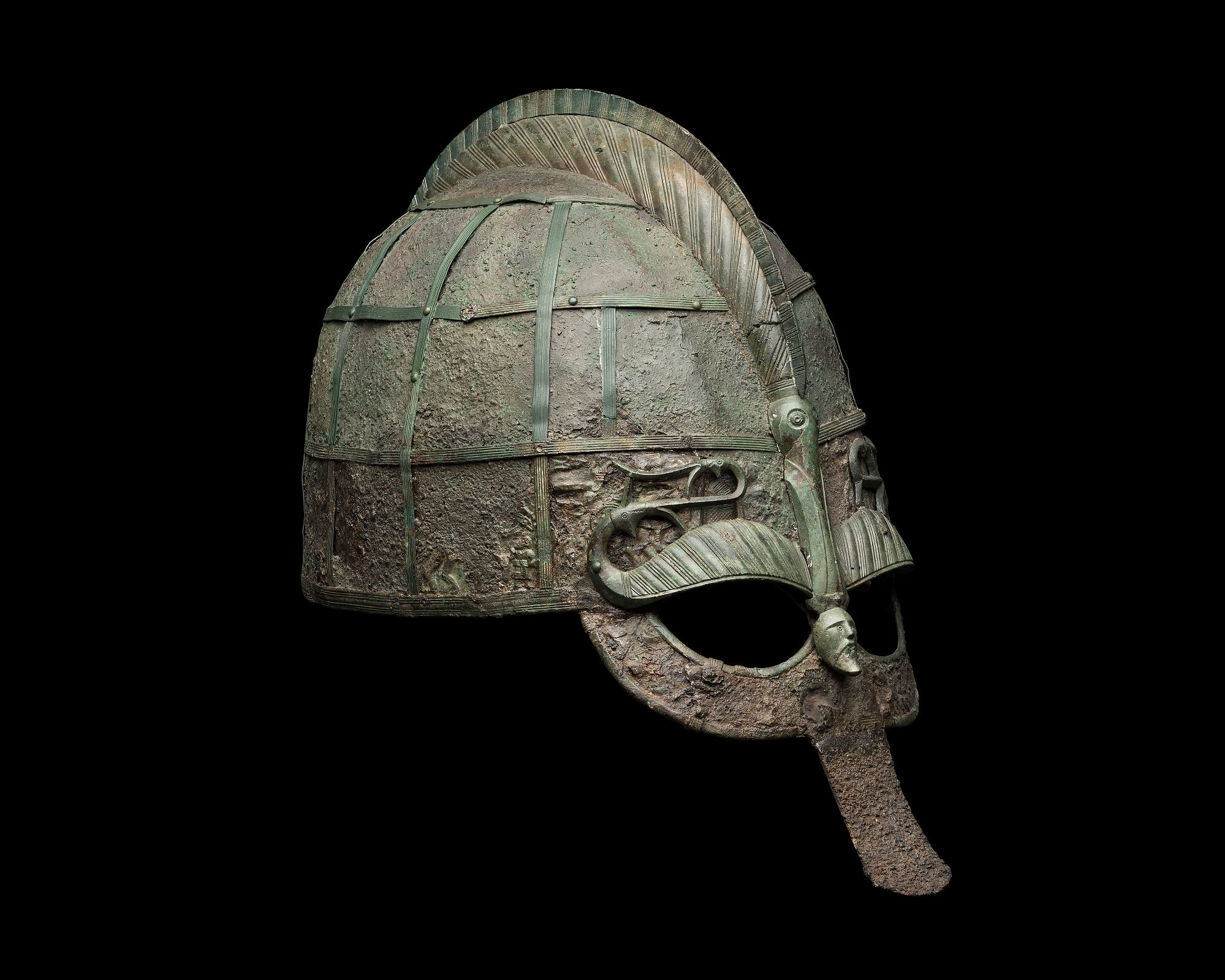
Coiful Vendel I, la.

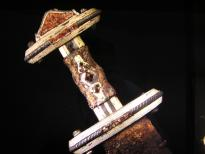
Sabie din epoca Vendel de la.

În preistoria suedeză, perioada Vendel (suedeză Vendeltiden; c. 540–790 e.n.) se înscrie între perioada migrației și epoca vikingilor. Numele se trage de la bogatul cimitir de înhumație pe bărci de la biserica parohială din Vendel⁠(d), Uppland. Aceasta este o perioadă cu foarte puține metale prețioase și puține inscripții runice, încadrată de perioade cu o abundență din ambele. În schimb, Perioada Vendel este extrem de bogată în artă animală pe obiecte din aliaj de cupru. Este cunoscută pentru guldgubbar⁠(d), imagini minuscule în relief pe folie de aur în relief și pentru coifurile elaborate cu decorațiuni în relief, cum ar fi cel exportat și găsit la Sutton Hoo⁠(d) în Anglia.
În timpul acestei perioade, scrierea Futhark veche⁠(d) a fost abandonată în favoarea scrierii Futhark noi⁠(d), practic simultan în toată Scandinavia. Există câteva pietre runice⁠(d) din acea perioadă, în special cele de la Rök⁠(d) și Sparlösa⁠(d), ambele din preajma anului 800. Alte surse scrise despre această perioadă sunt puține și greu de interpretat: câteva saga islandeze, povestea lui Beowulf și câteva scrieri din sudul Europei. Istoricii suedezi anteriori au încercat să le folosească pentru a crea o istorie coerentă, dar acest efort a fost în mare parte abandonat, iar perioada este acum studiată în mare parte de arheologi.
Expedițiile suedeze au început să exploreze căile navigabile din ceea ce avea să devină Rusia, Ucraina și Belarusul actuale.

## Context
Epoca germanică a fierului este împărțită în epoca germanică timpurie a fierului și epoca germanică târzie a fierului. În special pentru Suedia, epoca târzie a fierului, care se întinde între 550–800, este numită epoca Vendel. În Norvegia și Finlanda, acestei perioade i se spune mai degrabă epoca merovingiană, în vreme ce danezii îi spun „epoca tânără germanică a fierului”.
Epoca germanică târzie a fierului începe cu căderea Imperiului Roman de Apus și ascensiunea regatelor gotice în Europa, înlocuite mai târziu de franci, lombarzi și de Haganatul Avar. După căderea Imperiului Roman de Apus, aurul a devenit rar și scandinavii au început să realizeze obiecte din bronz aurit, având întrețesute figuri decorative de animale. În timpul epocii germanice timpurii a fierului, decorațiile tindeau să fie mai degrabă simbolice; figurile de animale erau desenate în forme mai elementare. În epoca germanică târzie a fierului, stilurile artistice au devenit mai abstracte, simbolice și complicate, inclusiv figuri cu forme și membre întrețesute.
Frământările din Europa par să se fi diminuat oarecum datorită încetării treptate a războaielor gotice⁠(d). Pacea eternă⁠(d) a împăratului Iustinian (532) cu șahanșahul Hosrau I⁠(d) al Persiei, precum și recucerirea de către bizantini a peninsulei italiene, cu capitularea goților de la sud de râul Pad (555), finalizarea recuceririi bizantine (562) poate fi văzută în contextul a ceea ce a fost descris drept perioada Vendel. Merovingienii i-au unit pe galii romanizați și pe belgi⁠(d). Francii au întemeiat dinastia merovingiană drept cu titulatura de „regi ai francilor” (din 509).
În Uppland, în ceea ce astăzi este partea central-estică a Suediei, Uppsala veche⁠(d) a fost probabil centrul vieții religioase și politice. Zona prezintă atât un binecunoscut crâng sacru, cât și mari movile regale.

## Obiceiuri de înmormântare
Au fost găsite mai multe zone cu daruri de înmormântare bogate, inclusiv morminte de înhumație în bărci bine conservate la Vendel⁠(d) și Valsgärde⁠(d), și tumuli la Gamla Uppsala⁠(d). Acestea au fost folosite de mai multe generații.
Unele dintre bogății au fost probabil dobândite prin controlul zonelor miniere și prin producția de fier. Conducătorii aveau trupe de războinici călare de elită, cu armuri costisitoare. Au fost găsite morminte de războinici călăreți cu ornamente de șa și de scară cu păsări de pradă în bronz aurit încrustate cu granate.
Bogatele obiecte funerare indică o înmormântare regală sau a cuiva cu statut înalt. De exemplu, s-au găsit piese de șah realizate din fildeș după design roman, nasturi din aur și trei camee din Orientul Mijlociu, și îmbrăcăminte francă cu fir de aur.
Jocurile erau populare, așa cum se arată în descoperirile de jocuri de tafl⁠(d), inclusiv pioni și zaruri.
Coiful de la Sutton Hoo⁠(d), foarte asemănător cu coifurile din Gamla Uppsala, Vendel și Valsgärde, arată că elita anglo-saxonă a avut contacte extinse cu elita suedeză.

## Izvoare scrise
Războinicii călare de elită sunt menționați în lucrarea savantului got din secolul al VI-lea Iordanes, care scria că suedezii aveau cei mai buni cai după cei ai turingilor. Ei au lăsat și ecouri mult mai târziu în saga, unde regele Adils⁠(d) este întotdeauna descris ca luptând călare (atât împotriva lui Áli⁠(d), cât și împotriva lui Hrólf Kraki⁠(d)). Snorri Sturluson scria că Adils avea cei mai buni cai din zilele sale. Epopeea lui Beowulf descrie, de asemenea, povești legendare despre perioada Vendel suedeză, inclusiv marile războaie numite războaiele suedo-geatice⁠(d) dintre casa suedeză Scylfling⁠(d) și casa geată⁠(d) Wulfling⁠(d).
Datorită faptului că Beowulf și saga nordice par să menționeze independent unii dintre regii legendari suedezi⁠(d), unii dintre ei ar putea fi persoane reale. Se poate ca geații să fi contribuit la colonizarea anglo-saxonă a Marii Britanii. Probabil că nu au jucat niciun rol major, dar par a fi descriși de surse engleze drept iuți. Dinastia Wulfling din Geatland ar putea fi legată de familia Wuffingas⁠(d).